# Pseudagrion acaciae
Pseudagrion acaciae is een libellensoort uit de familie van de waterjuffers (Coenagrionidae), onderorde juffers (Zygoptera).
De soort staat op de Rode Lijst van de IUCN als niet bedreigd, beoordelingsjaar 2010. De soort komt voor in zuidelijk Afrika.
De wetenschappelijke naam van de soort is voor het eerst geldig gepubliceerd in 1906 door Förster.